# 北美蛩蠊
北美蛩蠊 ( 學名 : Grylloblatta campodeiformis ) 是蛩蠊科下的一種昆蟲，也是該科第一個被發現並描述的物種。與其他同科的物種一樣，北美蛩蠊是無翅的雜食動物，只生存在北美洲。目前因氣候變化、棲息地縮減而瀕臨滅絕。

## 特徵
成蟲體長約3厘米(不包含產卵器和尾毛)，是身形細長的無翅昆蟲。體色呈均勻的淡黃色，身上覆蓋短毛。頭部扁平圓潤，胸部細長，腹部分為10節。腿長，大顎發達、線狀的觸角長約9毫米，約24到27節。

## 習性
分布在美國及加拿大緯度較高的地區，棲居於冰河、岩石及潮溼的碎石坡附近。牠們通常在夜間活動，在接近冰點的溫度下最為活躍。

## 亞種
- G. c. athapaska Kamp, 1979
- G. c. campodeiformis Walker, 1914
- G. c. nahanni Kamp, 1979
- G. c. occidentalis Silvestri, 1931

1. ↑  .   [2014-12-25]. （原始内容存档于2014-12-31）.
2. 1 2  Schoville, Sean D.; Graening, G. O. . Zootaxa. 2013, 3737 (4): 351–378. ISSN 1175-5334. doi:10.11646/zootaxa.3737.4.2.
3. ↑  Slifer, Eleanor H. . Transactions of the American Entomological Society. 1976, 87 (9 & 10): 275–276  [2014-12-25]. （原始内容存档于2014-12-29）.
4. ↑  喬治‧麥葛文，《昆蟲圖鑑》(台北:貓頭鷹出版，2000)，p59。